# Котовка (Кировоградская область)
Котовка (укр. Котівка) — село в Новомиргородской городской общине Новоукраинского района Кировоградской области Украины.
До 2020 года входило в Новомиргородский район
Население по переписи 2001 года составляло 90 человек. Почтовый индекс — 26033. Телефонный код — 5256. Код КОАТУУ — 3523884402.